# Salomon Reinach

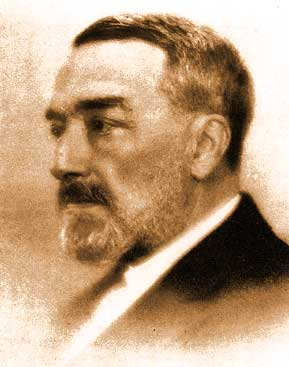
Salomon Reinach.

Salomon Reinach (ur. 29 sierpnia 1858, zm. 4 listopada 1932) – francuski archeolog i historyk starożytności pochodzenia niemiecko-żydowskiego, brat Josepha i historyka Théodore'a.
Prowadził liczne wykopaliska w okolicach Smyrny i na wyspach Morza Egejskiego. Od 1902 był profesorem École du Louvre w Paryżu oraz dyrektorem Muzeum Starożytności Narodowych w Saint-Germain-en-Laye, zaś od 1906 do śmierci pełnił urząd prezesa Akademii Napisów i LIteratury. Napisał wiele prac z zakresu historii antycznej oraz religioznawstwa, takie jak Répertoire de la statuaire grecque et romaine (1897—1910, 4 tomy), Répertoire des vases peints grecs et étrusques (1899—1900, 2 tomy), Répertoire des reliefs grecs et romains (1909—1912, 3 tomy), Répertoire de l'art quaternaire (1913), Cultes, mythes et religions (1905—1912 4 tomy), Orpheus, histoire générale des religions (1909), Histoire sommaire de la guerre de quatre ans (1919), Chronologie de la guerre (1915—1919, 10 tomów), Histoire de la révolution russe, 1905—17 (1918).
Był członkiem zagranicznym Królewskiej Holenderskiej Akademii Sztuk i Nauk. 